# ميكائيل فرويلوند
ميكائيل فرويلوند (بالدنماركية: Mikael Fruelund)‏ مواليد 27 فبراير 1980، هو لاعب كرة يد دانمركي. يلعب حاليا مع نادي نورثزيلاند لكرة اليد في الدوري الدنماركي لكرة اليد ويحمل الرقم 10.